# アルビン・ワインバーグ
アルビン・マーティン・ワインバーグ（Alvin Martin Weinberg、1915年4月20日 - 2006年10月18日）は、アメリカ合衆国の核物理学者である。
マンハッタン計画の期間中およびその後、オークリッジ国立研究所(ORNL)の管理者を務めた。1945年にテネシー州オークリッジに着任し、2006年に亡くなるまで同研究所に在籍した。ワインバーグは、原子力を説明するのに「ファウストの取引」という言葉を初めて使った人物である。
1939年にシカゴ大学で数理生物物理学の博士号を取得した後、1941年9月にマンハッタン計画の冶金研究所に入所した。翌年にはユージン・ウィグナーの理論グループに入り、ウランをプルトニウムに変えるための原子炉の設計を担当していた。
1948年にウィグナーの後任としてORNLの研究部長に就任し、1955年には同研究所の所長となった。ワインバーグの指揮のもとで、ORNLは航空機用原子力推進プログラムに取り組み、水性均質炉や、商業用原子力発電所で主流となっている加圧水型原子炉(PWR)・沸騰水型原子炉(BWR)など、多くの革新的な原子炉設計を開拓した。
1960年、アイゼンハワー政権下で大統領科学諮問委員会の委員に任命され、その後、ケネディ政権下でも委員を務めた。1973年にORNLを去った後、1974年にはワシントンD.C.のエネルギー研究開発局の局長に就任した。翌年、オークリッジ提携大学群(ORAU)にエネルギー分析研究所を設立し、初代所長に就任した。

## 若年期
ワインバーグは、1915年4月20日にイリノイ州シカゴで生まれた。両親は、1905年にアメリカに向かう船上で出会ったロシア系ユダヤ人移民である。姉にパシフィック大学の社会学教授になったフェイ・ゴールマンがいる。科学ジャーナリストのダニエル・ゴールマンはフェイの息子である。
シカゴのセオドア・ルーズベルト高校を卒業した後、シカゴ大学に入学し、1935年に物理学で理学士号を、翌年に物理学で理学修士号を取得した。博士課程では数理生物物理学を専攻し、カール・エッカートの指導の下で1939年に博士号を取得した。博士論文のタイトルは"Mathematical Foundations for a Theory of Biophysical Periodicity"（生物物理学的周期性の理論のための数学的基礎）だった。後にワインバーグは、自分の論文を線形系に限定したために、イリヤ・プリゴジンが後にノーベル化学賞を受賞した非線形系の現象を見落としていたことを嘆いている。

## 冶金研究所

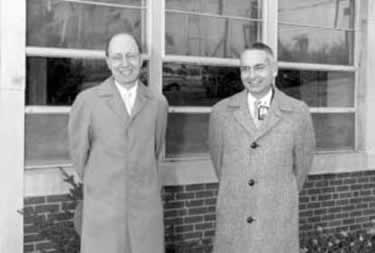
ユージン・ウィグナー（左）とワインバーグ（右）。オークリッジ国立研究所にて

大学卒業後、ウィルバー・ライト大学で教鞭をとった。
彼は、コロンビア大学でケネス・スチュワート・コールに師事するために全米研究評議会フェローシップに応募し、選出されたが、コールが放射線生物学者としてマンハッタン計画に従事するためにシカゴに来たため、このフェローシップを受けることはなかった。ワインバーグは1941年9月、中性子捕獲の計算に従事する人材を必要としていたためシカゴ大学冶金研究所に、エッカートとサミュエル・キング・アリソンの推薦により採用された。
1942年初頭、アーサー・コンプトンは、プルトニウムの研究に従事するマンハッタン計画のチームをシカゴ大学に集中させた。これにより、コロンビア大学のハーバート・アンダーソン、バーナード・フェルド、エンリコ・フェルミ、レオ・シラード、ウォルター・ジン、プリンストン大学のエドワード・クロイツ、ギルバート・プラス、ユージン・ウィグナー、ジョン・ホイーラーなど、当時の一流科学者の多くがシカゴ大学に集まった。ワインバーグはウィグナーの弟子となった。
ウィグナーは冶金研究所の理論グループを率い、そこにはワインバーグ、キャサリン・ウェイ、ゲイル・ヤング、エドワード・クロイツがいた。このグループの任務は、ウランをプルトニウムに変換する生産用原子炉の設計だった。当時、原子炉は理論上でしか存在せず、臨界状態に達した原子炉はまだなかった。1942年7月、ウィグナーは保守的な100 MWの設計を選び、黒鉛製の中性子減速材と水冷式を採用した。水は中性子を吸収して原子炉の効率を低下させることが知られていたが、ウィグナーは自分のグループの計算が正しく、水冷式でうまくいくと確信していた。一方、ヘリウムや液体金属を冷却材として使用することに伴う技術的困難は、プロジェクトを遅らせることになった。
マンハッタン計画を引き継いだ陸軍工兵隊は、原子炉の詳細設計と建設をデュポン社に任せた。しかし、デュポン社とウィグナーたちの間には摩擦があった。ウィグナーが設計した原子炉とデュポン社が設計した原子炉との大きな違いは、プロセスチューブを円形配列の1,500本から正方形配列の2,004本に増やしたことと、出力を50万kWから25万kWにしたことである。結果的には、デュポン社が決定した炉心管の増設は、ハンフォード・サイトのB原子炉で中性子毒が問題になったときに役に立った。増設したチューブのおかげで、より多くの燃料を投入して中性子障害を克服することができた。これがなければ、黒鉛中のホウ素不純物が燃焼してフルパワーになるまで、原子炉を低出力で運転しなければならず、フル稼働が1年も遅れることになっていたと推測される。
ハンフォードの原子炉が稼働すると、冶金研究所は再び理論設計に目を向けた。ウィグナーは、原子炉で作られたプルトニウムにプルトニウム240の汚染による自発的な核分裂があることを発見し、トリウムからウラン233を作る方法に変更することを提案した。しかし、ロスアラモス国立研究所が開発したインプロージョン型の核兵器の設計によって、この課題は解決された。またウィグナーは、ウランを重水の中の溶液や泥漿にすることで、原子炉の複雑さの多くを取り除くことができる可能性に興味を持っていた。冶金研究所ではこれを実現する方法を模索していた。
競合する設計の中で、ワインバーグは加圧水型原子炉(PWR)を提案し、これが最終的に最も一般的な設計となった。これは、ワインバーグとシカゴやオークリッジの同僚が議論した多くの可能性の一つに過ぎなかった。後に彼はこう書いている。
初期の頃は、様々な種類の動力炉を検討し、それぞれの長所と短所を比較していた。というのも、原子炉を構成する各要素（燃料、冷却材、減速材）には多くの可能性があるからある。核分裂性物質は233U・235U・239Pu、冷却材は水・重水・気体・液体金属、減速材は水・重水・ベリリウム・黒鉛、あるいは高速中性子炉では減速材なし、などである。私の計算によれば、燃料、冷却材、減速材の全ての組み合わせを数え上げれば、約千種類もの原子炉になる。このように、原子力の初期段階では、どの可能性を追求し、どの可能性を無視するかを選択しなければならなかった。
加圧水型原子炉の最終的な成功は、水の優れた特性によるものではなく、オークリッジにある材料試験炉の加圧版を使って、マークI型潜水艦用熱中性子炉のプロトタイプを動かすことにしたことによるものだと彼は書いている。加圧水が確立されると、他の可能性を追求するにはコストがかかりすぎるようになったが、ワインバーグは他の可能性に興味を持ち続けた。フリーマン・ダイソンによれば、ワインバーグは原子炉設計の広い世界を支持した唯一の原子力のパイオニアだった。

## オークリッジでの研究
1945年、ウィグナーはテネシー州オークリッジにあるクリントン研究所の研究部長に就任した。クリントン研究所は当時、約800人のスタッフを抱えていた。ウィグナーは、弟子のゲイル・ヤング、キャサリン・ウェイ、ワインバーグをオークリッジに連れて行った。1945年5月にオークリッジに最初に到着したワインバーグは、1946年に物理学部門の責任者となった。しかし、1947年の初めに原子力委員会がマンハッタン計画から研究所の運営を引き継ぐと、ウィグナーは新しい環境での経営者としての役割に適さないと感じ、1947年の夏の終わりにオークリッジを去り、プリンストン大学に戻っていった。
クリントン研究所の運営は、1947年5月にモンサント社からシカゴ大学へ、さらに12月にはユニオンカーバイド社へと引き継がれた。原子力委員会の影響力の強い一般諮問委員会（委員長：ロバート・オッペンハイマー）は、原子炉に関する全ての作業を、シカゴ近郊の冶金研究所の後継施設であるアルゴンヌ国立研究所に集中させるよう勧告した。また、ニューヨーク近郊に新設されたブルックヘブン国立研究所との間で、スタッフや資源の奪い合いが起きていた。1948年1月にオークリッジ国立研究所(ORNL)と改称された同研究所では、研究部長を引き受けてくれる人がいなかった。最終的に1948年3月、ユニオンカーバイド社の取締役代理であるネルソン（バニー）・ラッカーがワインバーグに研究部長を依頼するまでに、少なくとも6人がこの仕事を断っていた。
ワインバーグはその後、1955年に所長に就任した。ワインバーグは、ORNLの部門情報会議では最前列に座ることが多く、科学的な話をした後には、鋭い質問を最初にすることが多かったという。若い科学者が初めての発表をするときは、怖くもあるが、刺激的でもあった。どうやって全ての会議に出席する時間を確保していたのかと聞かれたワインバーグは、「当時はDOEがありませんでしたからね」と冗談めかして答えている。

### 原子炉の開発
航空機用原子力推進(ANP)プロジェクトは、ORNLの予算の25%を使ったORNL最大のプロジェクトだった。ANPプロジェクトの軍事的目標は、当時のジェット機の航続距離の限界を克服するために、原子力航空機（爆撃機）を製造することであった。このプロジェクトが成功する可能性がほとんどないことは認識されていたが、このプロジェクトにより、雇用がもたらされ、ORNLが原子炉開発事業を続けることができた。ORNLは、1954年に世界初の溶融塩燃料・冷却型原子炉である航空機用原子炉実験装置(ARE)を完成させ、航空機用原子炉の原型を製作・運転することに成功し、運転温度の最高記録を更新した。墜落時に乗務員や地上の人々に放射線障害の危険があること、弾道ミサイル技術の発展、空中給油の開発、ジェット爆撃機の長距離化などの理由から、ケネディ大統領は1961年6月にこのプログラムを中止した。
ワインバーグは、材料試験炉を、「低強度試験炉」(LITR)あるいは「貧乏人の杭」とも呼ばれる実際の原子炉のモックアップに改造させた。LITRでの実験により、加圧水型原子炉(PWR)と沸騰水型原子炉(BWR)が設計され、これらは現在の商用原子力発電所の主流となっている。ワインバーグは、ハロルド・ユーリーとユージン・ウィグナーが提案した水性均質炉のような、流体燃料を用いた原子炉のシンプルさと自己制御性に惹かれていた。そこでワインバーグは、1940年代後半の「原子力航空機」プロジェクトを支援するため、ORNLの原子炉技術者に固体燃料ではなく液体燃料を用いた原子炉の設計を依頼した。
この均質炉実験(HRE)は、ポット、パイプ、ポンプを必要とすることから、親しみを込めて「アルビンの3P炉」と呼ばれた。HREは1950年に運転を開始した。臨界に達したことを祝うパーティーに、ワインバーグは様々な酒を持ち込み、「シカゴで臨界になると、ワインで祝う。テネシーで臨界になると、ジャックダニエルで祝う」と言った。HREは105日間稼働した後で停止された。HREが稼働していた間、ジョン・F・ケネディ上院議員とアルバート・ゴア・シニア上院議員がORNLを訪問し、ワインバーグが応対した。

### 溶融塩原子炉

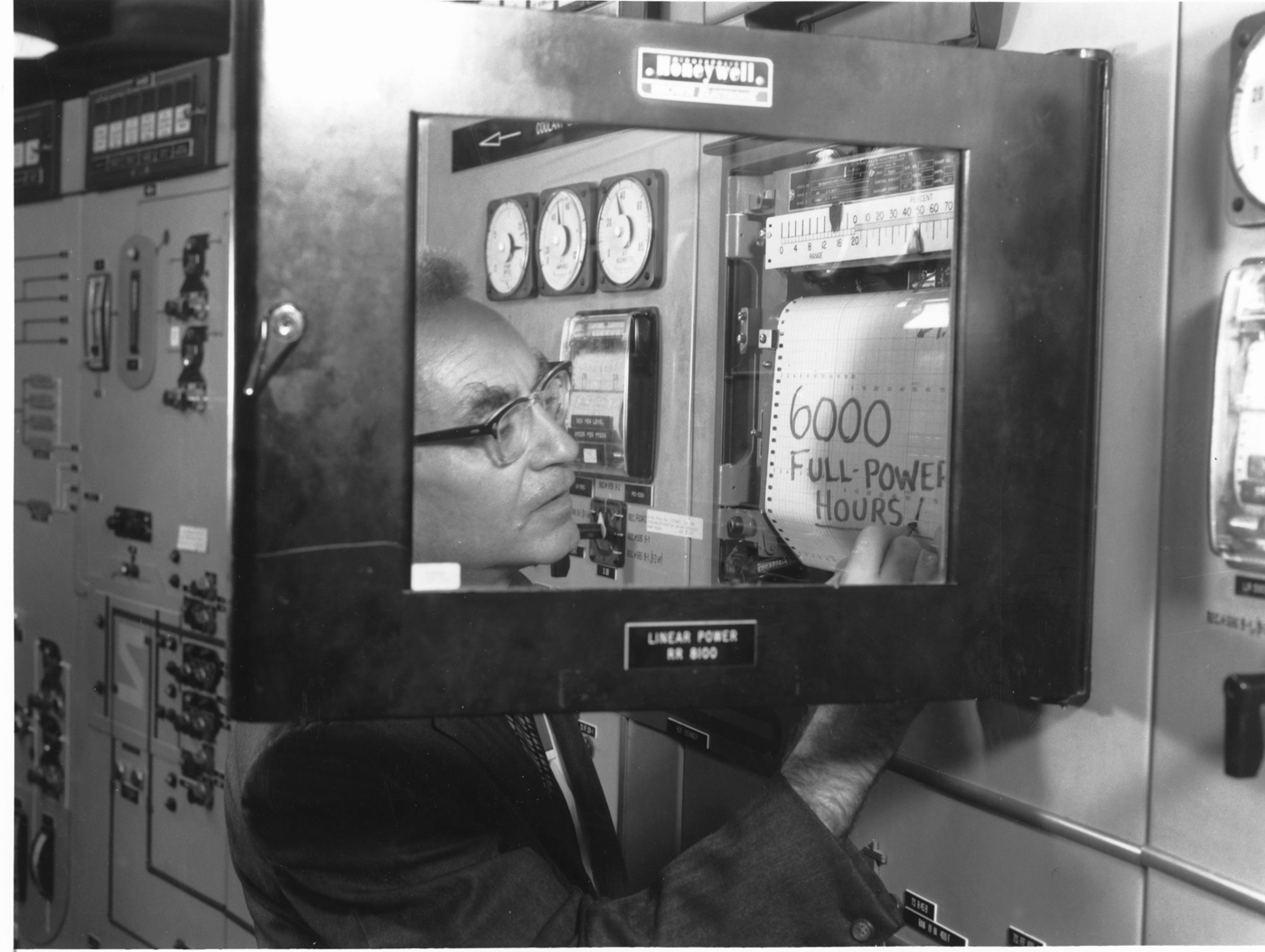
MRSEに"6000 full-power hours!"（6000時間フルパワーで稼働!）と記入するワインバーグ（1967年）

ワインバーグの下で、ORNLは、軍の「馬鹿げた」アイデアである原子力航空機から、メルトダウンを起こさない溶融塩炉(MSR)の民間版に焦点を移した。溶融塩炉実験(MSRE)は、連続運転の記録を樹立した。また、燃料としてウラン233まで濃縮したトリウムを使用した最初のものだった。また、プルトニウム239と標準的な天然のウラン235も使用した。MSRは主に化学者（ORNLのレイ・ブリアン、エド・ベティス、NEPAのビンス・カーキンズ）によって提案され、アクチノイド（ウラン、トリウム、プルトニウム）を含む塩を溶かした化学溶液を使用することから、「化学者の原子炉」と呼ばれていた。担体塩はベリリウム(BeF2)とリチウム(LiF)（中性子の過剰捕獲やトリチウムの生成を防ぐためにリチウム6で同位体化されている）で構成されるフッ化リチウムベリリウム(FLiBe)であることがほとんどである。また、MSRでは、原子炉の運転中に溶融塩の化学的性質を変化させて、核分裂生成物を除去したり、新しい燃料を追加したり、燃料を変更したりすることが可能であり、これらは「オンライン処理」と呼ばれる。

### 生物学と環境学の研究
ワインバーグの所長の任期の間に、ORNLの生物学部門は5倍に成長し、ORNLで2番目の大所帯となった。この部門は、電離放射線が生物とどのように相互作用するかを理解し、骨髄移植のような放射線障害を克服する方法を見つけることを目的としていた。1960年代に入ると、ワインバーグは原子力を利用して海水を淡水化するなど、ORNLの新たな使命を追求した。ワインバーグは、ロスアラモス国立研究所からフィリップ・ハモンドを招聘してこのミッションを推進し、1970年にはアメリカ初の大規模な生態学プロジェクトである「全米ニーズ環境プログラムへの応用研究」を開始した。

### リーダーシップ

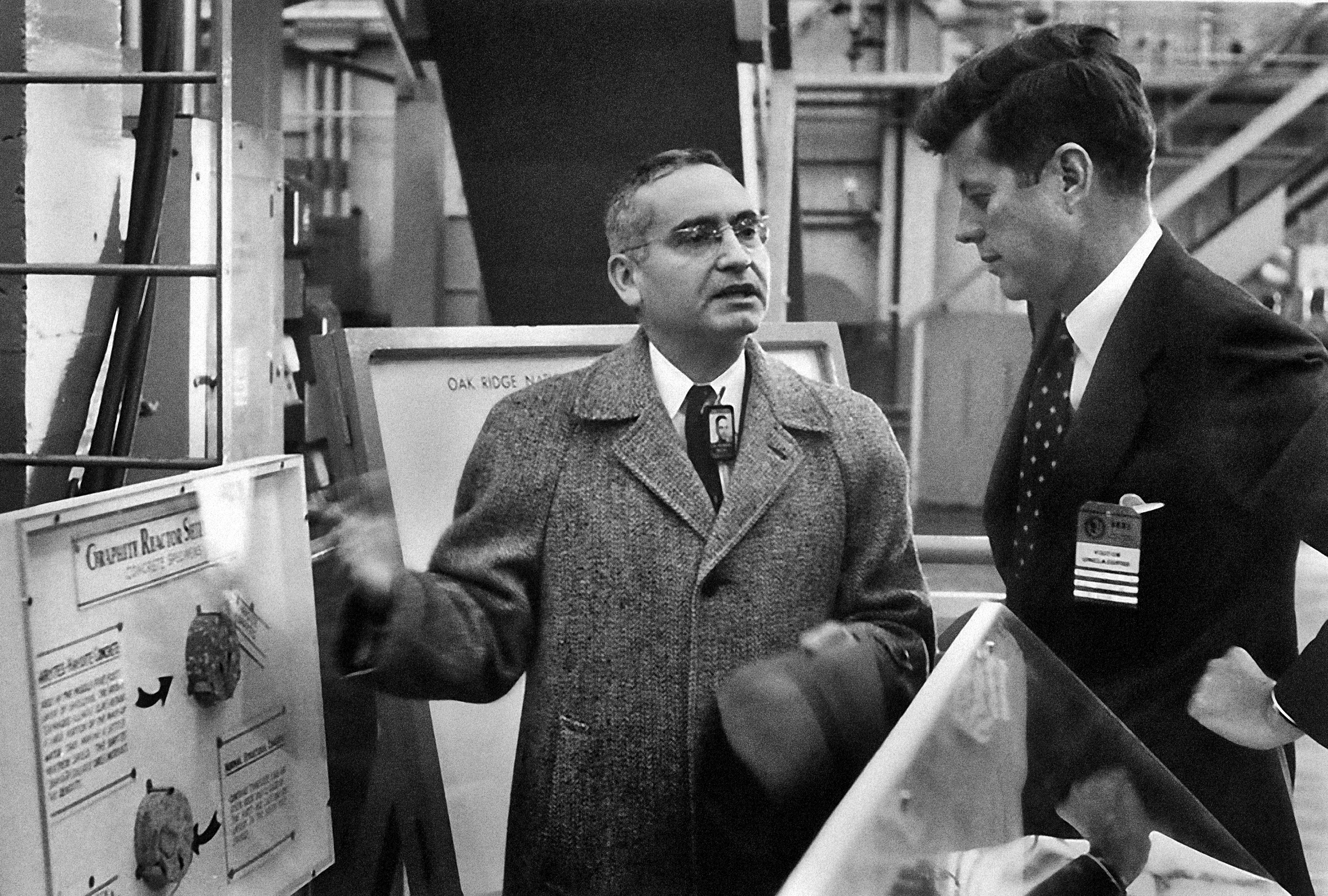
オークリッジでジョン・F・ケネディ上院議員と話すワインバーグ（1959年）

1958年、ワインバーグはウィグナーとの共著で、初の原子炉の教科書"The Physical Theory of Neutron Chain Reactors"（核連鎖反応の物理理論）を出版した。翌1959年にはアメリカ原子力学会の会長に就任し、1960年からはアイゼンハワー、ケネディ両政権下で大統領科学諮問委員会の委員を務めた。ワインバーグは、1945年の特許2,736,696号を皮切りに、ウィグナーと共同で、アメリカの主要な原子炉を支えてきた軽水炉(LWR)技術に関する特許を数多く出願した。主な軽水炉の種類は加圧水型原子炉(PWR)と沸騰水型原子炉(BWR)で、これらは海軍艦艇の推進力や商業用の原子力発電にも役立っている。1965年、ユニオンカーバイド社の原子力部門のヴァイスプレジデントに就任した。
ワインバーグは1971年の論文で、初めて「ファウストの取引」(Faustian bargain)という言葉を使って原子力を表現した。
私たち核保有者は、社会とファウスト的な取引をしている。一方で、触媒式原子炉（増殖炉など）で、無尽蔵のエネルギー源を提供している。短期間であっても、普通の原子炉を使った、化石燃料のエネルギーよりも安いエネルギーを提供している。しかも、このエネルギー源は、適切に扱えば、ほとんど無公害である。化石燃料を燃やすと、炭素、窒素、硫黄などの酸化物が発生するが、原子炉では、熱と微量の放射能以外の汚染物質を出すことはない。しかし、この魔法のような資源に対して社会が求める代償は、私たちが全く慣れていない社会制度への警戒心と寿命である。
ワインバーグは1973年、ニクソン政権によって18年間所長を務めたORNLを解雇された。その理由は、ワインバーグが、原子力の安全性の向上と、溶融塩炉(MSR)を提唱し続けたからである。政権は、AECのミルトン・ショー原子炉部長が開発を任された液体金属高速増殖炉(LMFBR)を選択した。ワインバーグが解雇されたことで、他の原子力研究所や専門家にはほとんど知られていなかったMSRの開発は事実上ストップした。しかし、カーター政権の核不拡散政策の一環として、ORNLでMSRの研究が一時的に復活し、EngelらによるORNL-TM-7207 "Conceptual Design Characteristics of a Denatured Molten-Salt Reactor with Once-Through Fueling "が完成した。

## オークリッジ退任後

### ワシントンとORAU
ワインバーグは、1974年にワシントンD.C.にあるエネルギー研究開発局の局長に就任した。翌年には、オークリッジ提携大学群(ORAU)にエネルギー分析研究所を設立し、初代所長に就任した。この研究所は、将来のエネルギー需要を満たすための代替案を評価することを目的としていた。1976年から1984年まで、エネルギー分析研究所は、二酸化炭素と地球温暖化に関連するさまざまな問題を研究する拠点となっていた。ワインバーグは、ORAUを1985年に退職して、ORAUの特別研究員になった。
1972年、ワインバーグは『Minerva』誌に、科学と政策問題、特に政府の政策決定との接点に着目する"Science and Trans-science"（科学とトランス・サイエンス）という論文を発表した。
科学技術と社会との相互作用の過程で生じる多くの問題、例えば、科学技術の有害な副作用や、社会問題を科学の手続きで処理しようとする試みは、科学に問いかけることができ、かつ科学では答えることができない問いへの答えにかかっている。これらの問いは、認識論的には事実の問いであり、科学の言葉で述べることができるが、科学では答えることができず、科学を超越したものであるため、私はこれらの問いをトランス・サイエンティフィック(trans-scientific)と呼ぶことにした。公共政策が科学的な問題ではなく、トランス・サイエンティフィックな問題を含んでいる限り、そのような政策の普及に貢献する科学者の役割は、科学で明確に答えられる問題の場合とは異なるはずである。
1977年6月、ワインバーグはアメリカ合衆国議会の環境・大気小委員会の公聴会で、二酸化炭素の排出量増加が地球の平均気温に与える影響について証言した。ワインバーグは、一部の科学者が予測しているように、2025年までに世界の二酸化炭素排出量が2倍になった場合、世界の平均気温は2度上昇すると述べた。

### 引退
ワインバーグは引退後も活動を続けた。1992年には「国際友好の鐘委員会」の委員長に就任し、オークリッジに日本製の鐘を設置した。また、国際原子力機関(IAEA)の強化や、核兵器に対する防御システムの構築を訴えた。

## 私生活
大学在学中、シカゴ大学の学生だったマーガレット・デプレの数学の家庭教師をしていた。2人は1940年6月14日に結婚した。マーガレットとの間にデビッド・ロバート・ワインバーグ、リチャード・J・ワインバーグという2人の息子がいる。
マーガレットは1969年に死去した。その後、株式ブローカーのジュヌビエーブ・デペルシオと結婚したが2004年に死去した。息子のデビッドは2003年に死去した。

## 死去
ワインバーグは2006年10月18日、オークリッジの自宅で死去した。
2011年、名前を冠したアルビン・ワインバーグ財団が設立された。

## 受賞歴
- アーネスト・ローレンス賞（1960年）[49]
- 原子力平和利用賞（英語版）（1960年）[50]
- アカデミー・オブ・アチーブメント ゴールデンプレート賞（1961年）[51]
- エンリコ・フェルミ賞（1980年）[6]

## 書籍
- The Physical Theory of Neutron Chain Reactors, Alvin M. Weinberg & Eugene P. Wigner, University of Chicago Press, 1958.
- Reflections on Big Science, Cambridge: M.I.T. Press, 1967.
- The Second Nuclear Era: A New Start for Nuclear Power, Alvin M. Weinberg ; Russ Manning, editor; New York: Praeger, 1985; ISBN 0-030-04144-9.
- Continuing the Nuclear Dialogue: Selected Essays, Alvin M. Weinberg ; selected and with introductory comments by Russell M. Ball; La Grange Park, Illinois: American Nuclear Society, 1985; ISBN 0-8944-8552-0.
- Strategic Defenses and Arms Control, Edited by Alvin M. Weinberg, Jack N. Barkenbus. New York: Paragon House, 1988; ISBN 0-887-02218-9.
- Stability and Strategic Defenses, Edited by Jack N. Barkenbus and Alvin M. Weinberg, Washington, DC: Washington Institute Press, 1989; ISBN 0-887-02046-1.
- Nuclear Reactions: Science and Trans-Science, American Institute of Physics, 1992; ISBN 0-88318-861-9.
- The First Nuclear Era: The Life and Times of a Technological Fixer, New York: AIP Press, 1994. ISBN 1-56396-358-2. Weinberg's autobiography, covering the period from the early 1940s to the early 1990s.